# William Nott
Sir William Nott (Neath, 20 gennaio 1782 – Carmarthen, 1º gennaio 1845) è stato un ufficiale britannico.
Prestò servizio nel Bengal Army della Compagnia delle Indie orientali.

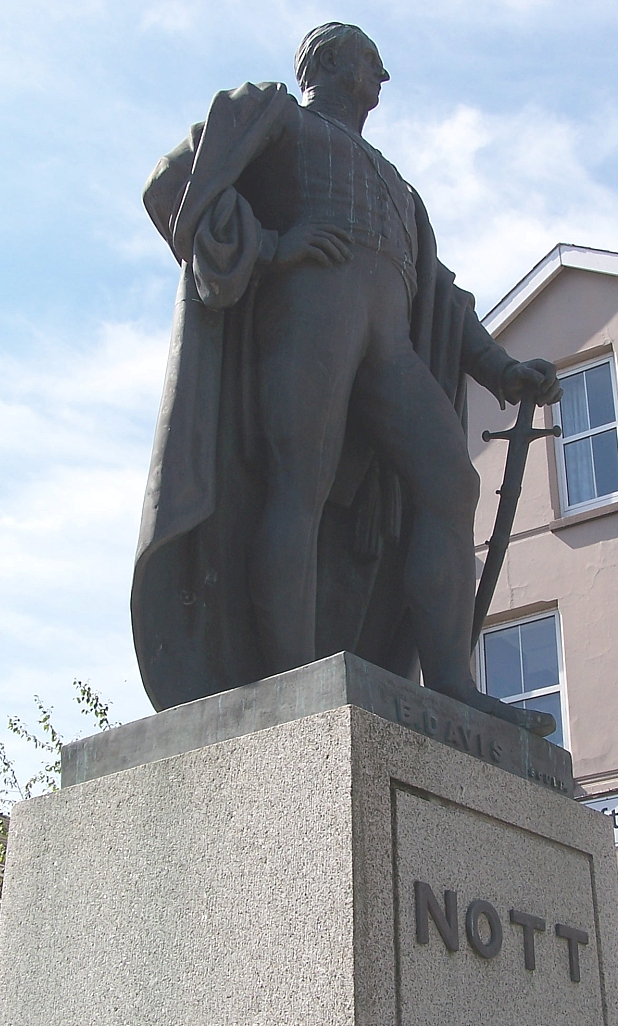
Statua in Nott Square, Carmarthen

## Gioventù
Nott nacque nel 1782, vicino a Neath in Galles, secondogenito di Charles Nott, un agricoltore dell'Herefordshire di origine gallese, che nel 1794 divenne locandiere dell'Ivy Bush Inn a Carmarthen. Nott fu educato a Neath e poi alla Cowbridge Grammar School, ma abbandonò gli studi quando il padre divenne locandiere. Nott entrò nel corpo dei volontari nel 1798, divenne cadetto nel British Indian Army e nel 1800 fu inviato in India, allora sotto il dominio della Compagnia delle Indeie orientali.

## Carriera militare
Nel 1825 Nott fu promosso al comando del suo reggimento di fanteria nativa e nel 1838, allo scoppio della prima guerra anglo-afghana, fu nominato al comando di una brigata. Dall'aprile all'ottobre 1839 fu al comando delle truppe di stanza a Quetta, dove rese un prezioso servizio. Nel novembre 1840 prese Khelat e l'anno successivo costrinse Wazir Akbar Khan e altri capi tribù a sottomettersi ai britannici.
Alla notizia della rivolta degli afghani a Kabul nel novembre 1841, Nott prese misure energiche. Il 23 dicembre 1841 l'inviato britannico Sir William Hay Macnaghten fu assassinato a Kabul. Nel febbraio 1842 il comandante in capo a Kabul, generale William Elphinstone, inviò l'ordine di evacuare Kandahar. Nott decise subito di disobbedire, supponendo che Elphinstone non fosse libero di agire. Non appena ebbe la notizia della ritirata da Kabul, sollecitò il governo di Calcutta a mantenere la guarnigione di Kandahar per vendicare il massacro e l'omicidio di Macnaghten. In marzo inflisse una grave sconfitta al nemico nei pressi di Kandahar e in maggio lo cacciò con gravi perdite dal passo di Baba Wali.
Nott fu uno dei protagonisti della spedizione di Kabul. A luglio ricevette dal governatore generale dell'India, Lord Ellenborough, l'ordine di evacuare l'Afghanistan, con il permesso di ritirarsi passando da Kabul. Nott si accordò con Sir George Pollock, ora comandante in capo, per raggiungerlo nella capitale afghana. Il 30 agosto 1842 sbaragliò gli afghani a Ghazni e il 6 settembre 1842 occupò la fortezza della città, dalla quale portò via, per espressa disposizione del governatore generale, le porte del tempio di Somnath. Il 17 settembre 1842 raggiunse Pollock a Kabul. L'esercito combinato attraversò il Sutlej in dicembre.

## Onorificenze e ritiro
Per i suoi servizi Nott fu immediatamente nominato residente a Lucknow, gli fu consegnata una "Spada d'Onore" e fu nominato cavaliere di gran croce dell'Ordine del Bagno. Nel 1843 tornò in Gran Bretagna, dove i direttori della Compagnia delle Indie orientali gli assegnarono una pensione di 1000 sterline all'anno. Morì a Carmarthen nel gennaio 1845.

## Vita privata
Nott si sposò due volte. In prime nozze sposò Letitia Swinhoe, dalla quale ebbe cinque figli, tra cui Charlotte, che sposò John Bower e fu il padre di Sir William Nott-Bower.
Nel 1843 sposò in seconde nozze Rosa Wilson Dore, figlia del maggiore P. L. Dore e molto più giovane di lui. Dopo la morte di Nott, Rosa si risposò con Thomas Twisden Hodges. Alla morte del secondo marito, nel 1865, riprese il nome di Lady Nott.

## Statua del generale Nott a Carmarthen
Una statua del generale Nott fu eretta a Carmarthen nel 1851. Scolpita da Edward Davis, ha ora lo status di monumento classificato di grado II. La statua è basata su un ritratto di Nott eseguito dal pittore Thomas Brigstocke.